# Szczodre

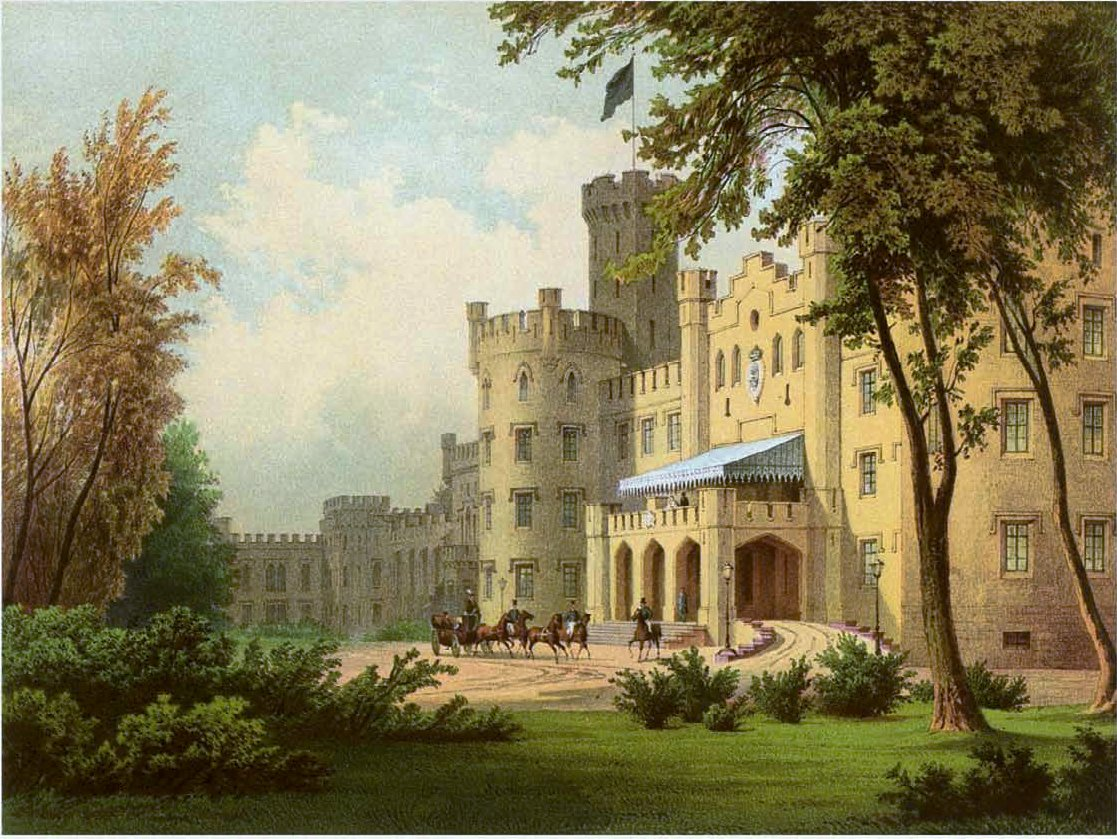
Schloss Sibyllenort um 1860, Sammlung Alexander Duncker

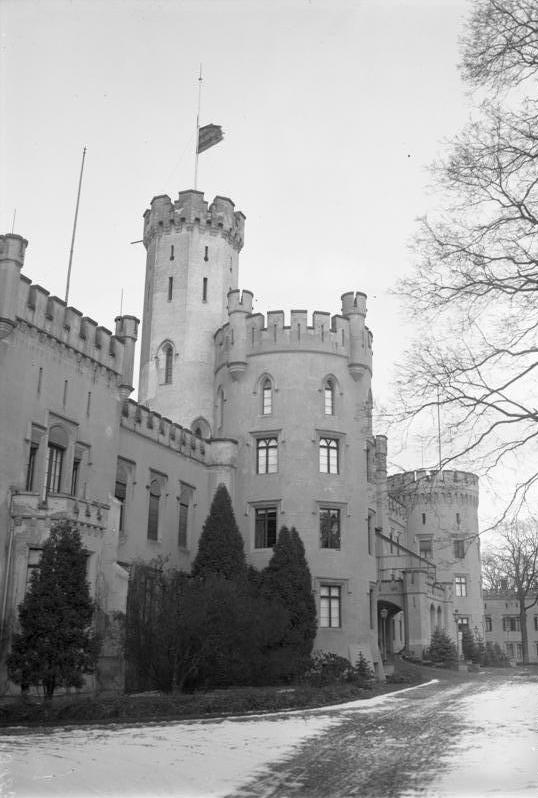
Schloss Sibyllenort, 1932

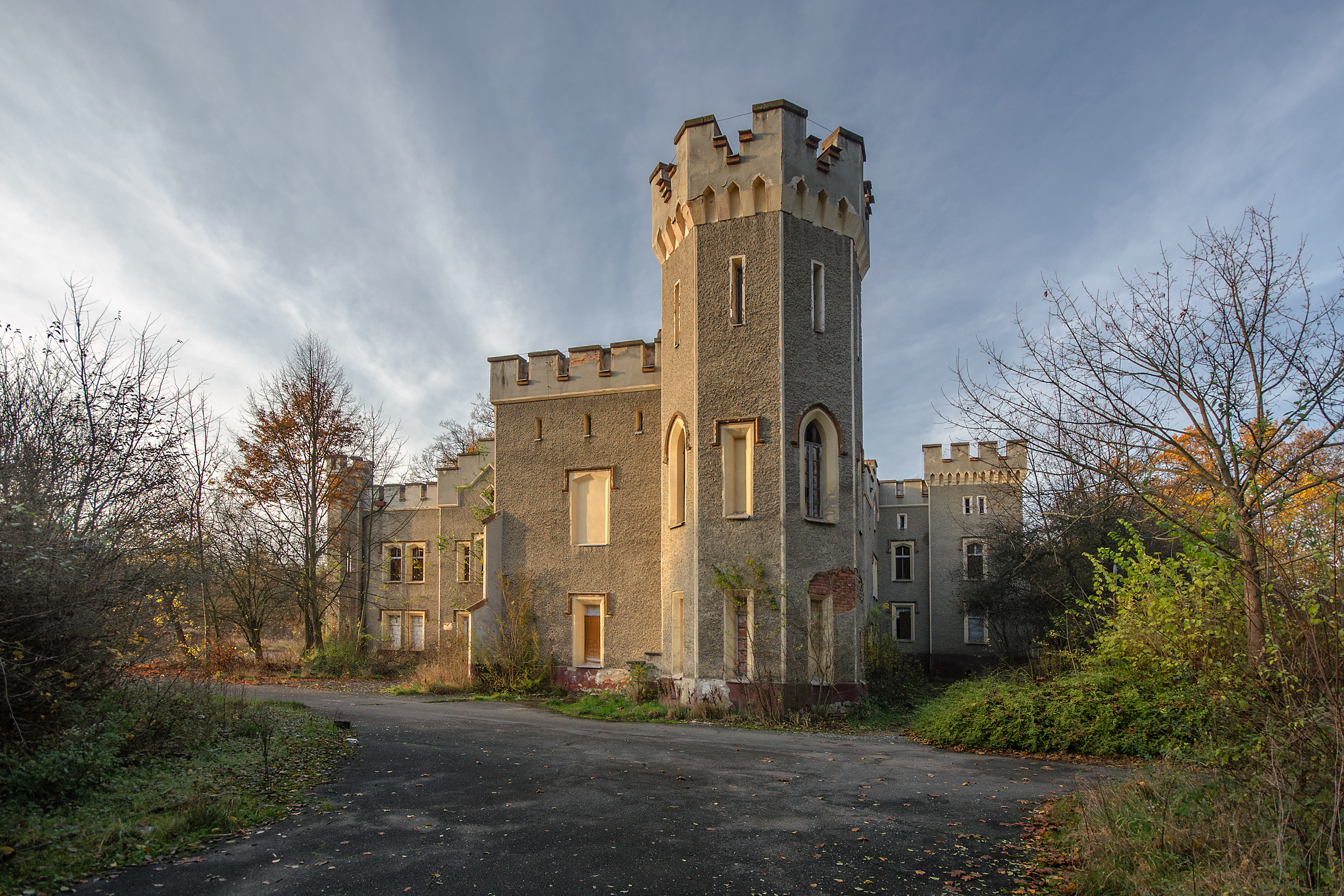
Schlossruine Sibyllenort im Jahr 2014

Szczodre [ˈʃʧɔdrɛ] (deutsch Sibyllenort, polnisch 1945–1948 Sybilin) ist ein Ort in der Landgemeinde Długołęka im Powiat Wrocławski der Woiwodschaft Niederschlesien in Polen. Sie liegt 12 Kilometer nordöstlich von Breslau.

## Geschichte
Erstmals urkundlich erwähnt wurde „Palici“, das seit 1312 zum Herzogtum Oels gehörte, für das Jahr 1245; 1305 ist die Schreibweise Paulowitzi belegt. Nach 1315 kam die Ortsbezeichnung „Rastelwitz“ auf, wobei die neuen Besitzer, die Herren von Rastelwitz namensgebend waren. 1516 wurde der Ortsteil Neudorf angelegt.
Im Dreißigjährigen Krieg wurden 1643 beide Dörfer zerstört. Neudorf wurde 1653 wieder aufgebaut, während Rastelwitz wüst liegen blieb.
Herzog Christian Ulrich I. von Württemberg-Oels erwarb 1685 Neudorf von Balthasar Wilhelm von Prittwitz. Er veranlasste den Bau des Schlosses in Rastelwitz, das zwischen 1685 und 1692 im Stil des Barock errichtet wurde. Seinen Namen erhielt das Schloss nach des Herzogs zweiter Gemahlin Sibylle Maria von Sachsen-Merseburg.
Nach dem Ersten Schlesischen Krieg 1742 fiel Sibyllenort 1742 mit dem größten Teil Schlesiens an Preußen. Nach der Neugliederung Preußens gehörte Sibyllenort seit 1815 zur Provinz Schlesien und war ab 1816 dem Landkreis Oels eingegliedert, mit dem es bis 1945 verbunden blieb. Seit 1874 gehörte die Landgemeinde Sibyllenort zum Amtsbezirk Sybillenort, zu dem auch die Landgemeinden Domatschine, Langewiese, Peuke und Sibyllenort sowie die gleichnamigen Gutsbezirke gehörten. 1933 lebten in Sibyllenort 571 Einwohner, 1939 waren es 554.
Als Folge des Zweiten Weltkriegs fiel Sibyllenort 1945 wie fast ganz Schlesien an Polen und wurde in Szczodre umbenannt. Die deutsche Bevölkerung wurde, soweit sie nicht vorher geflohen war, vertrieben. Die neuen Bewohner waren zum Teil Heimatvertriebene aus Ostpolen, das an die Sowjetunion gefallen war. In den Jahren 1975 bis 1998 gehörte Szczodre zur Woiwodschaft Breslau. 2010 lebten 1033 Menschen in Szczodre.

## Sehenswürdigkeiten
- Erhaltende Reste des Schlosses Sibyllenort
- In der Dorfkirche, die Königin Carola restaurieren und mit einem italienischen Marmoraltar ausstatten ließ, befindet sich noch eine Erinnerungstafel an König Albert von Sachsen, mit seinem Geburts- und Todestag und den Worten „Auf Wiedersehen – Carola“.
- Kavaliershaus

## Persönlichkeiten
- Wilhelm, Herzog zu Braunschweig und Lüneburg, † 18. Oktober 1884 in Sibyllenort
- Albert I., König von Sachsen, † 19. Juni 1902 in Sibyllenort
- Friedrich August III., König von Sachsen, † 18. Februar 1932 in Sibyllenort
- Friedrich August von Oels, Prinz von Braunschweig-Wolfenbüttel, lebte in Sibyllenort
- Ilse-Margret Vogel (1914–2001), deutsch-US-amerikanische Schriftstellerin
- Die ehemalige Kronprinzessin von Sachsen Luise von Toskana erzählt über Sibyllenort folgendes in ihren Memoiren: „In the summer of 1902 we were in the country, but our usually pleasant holiday was clouded by the serious condition of King Albert, who was on the point of death. The King and Queen were staying at the Castle of Sibyllenort near Breslau in Silesia, a beautiful residence given by the last Duke of Brunswick to the then King of Saxony. The castle contains four hundred rooms, and it was the scene of many scandalous orgies in the later forties. The Duke, who was a great admirer of the fair sex, had a private theatre there, and the ballet was composed of numerous pretty girls, whom he kept in harem-like seclusion. I remember seeing some rather startling pictures when I visited the castle as a girl of sixteen, but these were very properly banished by Queen Carola's orders, and Sibyllenort became a highly decorous royal residence.“